# Воропаев (Саратовская область)
Воропаев — хутор в Александрово-Гайском районе Саратовской области России. Входит в состав Александрово-Гайского муниципального образования.

## География
Хутор находится в юго-восточной части Саратовской области, в полупустынной зоне, в пределах Прикаспийской низменности, к западу от реки Большой Узень, на расстоянии примерно 5 километров (по прямой) к западу от села Александров Гай, административного центра района.

## История
До 20 марта 2016 года хутор входил в состав ныне упразднённого Варфоломеевского сельского поселения.

## Население
| 2000 | 2018 |
| ---- | ---- |
| 1    | ↗6   |